# Raptor (raketni motor)
Raptor je tekočegorivni raketni motor, ki ga trenutno razvijajo pri SpaceX. Uporabljal bi se za pogon predlaganega Mars Colonial Transporter - za kolonizacijo Marsa. Gorivo je tekoči metan, oksidator pa tekoči kisik (LOX). Motor bi uporabljal izvedbo s stopenjskim zgorevanjem. 
Potisk v vakuumu je 8,8 MN, na nivoju morja pa 6,9 MN. Specifični impulz v vakuumu je 380 s, na nivoju morja pa 321 s. 

## Primerjava z drugimi motorji
| Motor                      | Potisk (vakuum) [kilonewton (lbf)] | Specifični impulz (vakuum) [sekunde] | Razmerje potisk/teža | Izvedba motorja                                             |
| -------------------------- | ---------------------------------- | ------------------------------------ | -------------------- | ----------------------------------------------------------- |
| SpaceX Raptor              | 8.200 (1.800.000)                  | 380                                  |                      | Metan/LOX stopenjsko zgorevanje                             |
| Blue Origin BE-4           | 2.400 (550.000)                    |                                      |                      | Metan/LOX (mešanica bogata s kisikom) stopenjsko zgorevanje |
| SpaceX Merlin 1D           | 801 (180.000)                      | 309                                  | 150                  | RP-1/LOX plinski generator                                  |
| SpaceX Merlin 1C           | 610 (140.000)                      | 304                                  | 96                   | RP-1/LOX plinski generator                                  |
| RD-180                     | 4.150 (930.000)                    | 338                                  | 78                   | RP-1/LOX stopenjsko zgorevanje                              |
| Glavni motor Space Shuttla | 2.280 (510.000)                    | 453                                  | 73                   | LH2/LOX stopenjsko zgorevanje                               |
| Rocketdyne F-1 (Saturn V)  | 7.740 (1.740.000)                  | 304                                  | 83                   | RP-1/LOX plinski generator                                  |